# 有机碘化合物
有机碘化合物是含有至少一个碳–碘键的有机化合物。  它们在有机化学里广泛出现，不过自然界中的有机碘化合物却相对较少。  甲状腺素是人体所必需的有机碘化合物，也是政府规定需要使用碘盐的原因。

## 结构、成键和性质
几乎所有的有机碘化合物里，碘原子都和一个碳原子成键。它们可以看作是I−的衍生物。 一些有机碘化合物含有较高氧化态的碘。
C–I键是碳–卤素键里最弱的。它们的键能与卤素的电负性有关，以F> Cl> Br> I的顺序降低，其周期性也遵循卤素的原子半径的增大和碳-卤键键长增长。例如，通式为CH3X（X=卤素）的化合物，C-X键的键解离能分别为115、83.7、72.1和57.6 kcal/mol（X = F、Cl、Br和I）。 在这些卤化物当中，碘离子是最容易离去的离去基团。由于 C-I 键较弱，有机碘化合物因含游离的I2而发黄。

## 工业应用
在大规模生产方面，一些有机碘化合物在工业上很重要。含碘化物的中间体在有机合成中很常见，这是因为C-I键易于形成和分解。工业上重要的有机碘化合物，通常用作消毒剂或杀虫剂如：碘仿 (CHI3)，二碘甲烷 (CH2I2) 和 碘甲烷 (CH3I)。 尽管碘甲烷不是工业上重要的产品，但它是重要的中间体，是合成乙酸和乙酸酐的蒙山都法中的瞬时生成的中间体。 人们曾考虑过使用碘甲烷来替代普遍存在的对溴甲烷作为土壤熏蒸剂，但是关于前者对环境的行为的信息有限。   碘苯腈 (3,5-二碘-4-氢氧基苯腈) 在光系统II处抑制光合作用，是极少数的有机碘除草剂之一。 羟苯腈类除草剂是羟基苯腈的成员，是溴化除草剂， 溴苯腈（3,5-二溴-4-氢氧基苯腈）的碘类似物。
由于可获得的有关对环境的命运造成的行为的信息非常有限，有机溴、碘化合物作为环境污染物受到关注。 然而，最近的报道显示出对这些类型的污染物可以被生物降解。 例如，碘酪氨酸脱碘酶是一种哺乳动物酶，具有把碘或溴取代的有机化合物需氧还原脱卤的功能。   溴苯腈和碘苯腈除草剂已被证明经历了多种环境转化，包括厌氧菌的还原脱卤。 
有时将聚有机碘化合物用作X射线造影剂。 这个用处是因为X射线可以被原子量高的碘原子吸收。一般这些试剂都是1,3,5-三碘苯的衍生物，而且50%的质量都是碘。为实现这一应用，该试剂必须易溶于水，并且无毒且易于排泄。例如碘佛醇（右图）， 并且具有水溶性二元醇取代基。它们也能应用于静脉肾盂造影和血管造影。
有机碘润滑剂可以与钛、不锈钢和其他容易被普通润滑剂卡住的金属一起使用：有机碘润滑剂可用于涡轮机和航天器中，并用作机械加工中的切削油。 

碘甲烷 ，是合成醋酸的前体。

赤藓红，一种常见的食物染料。

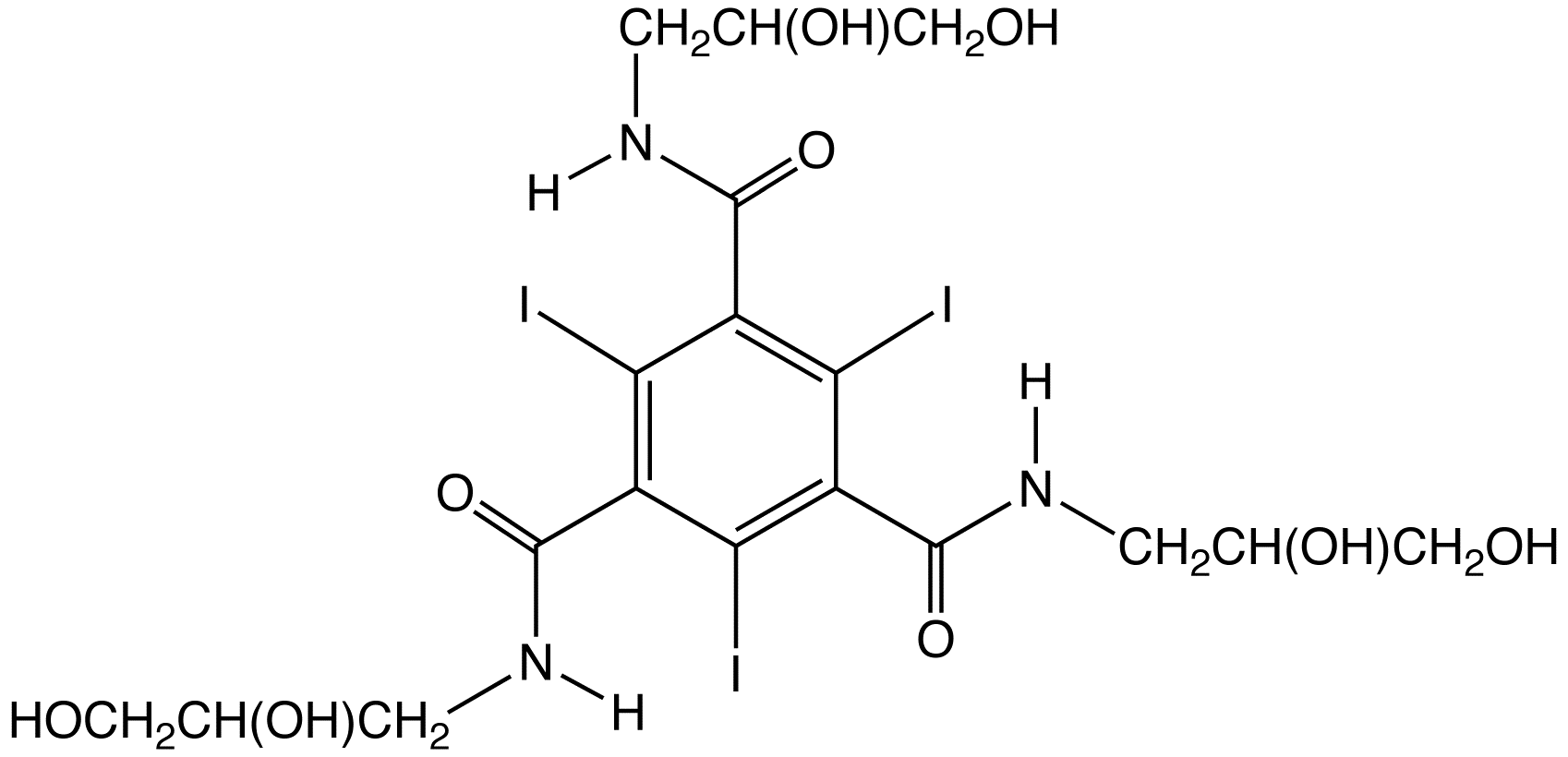
碘佛醇，一种用作X射线造影剂的有机碘化合物。

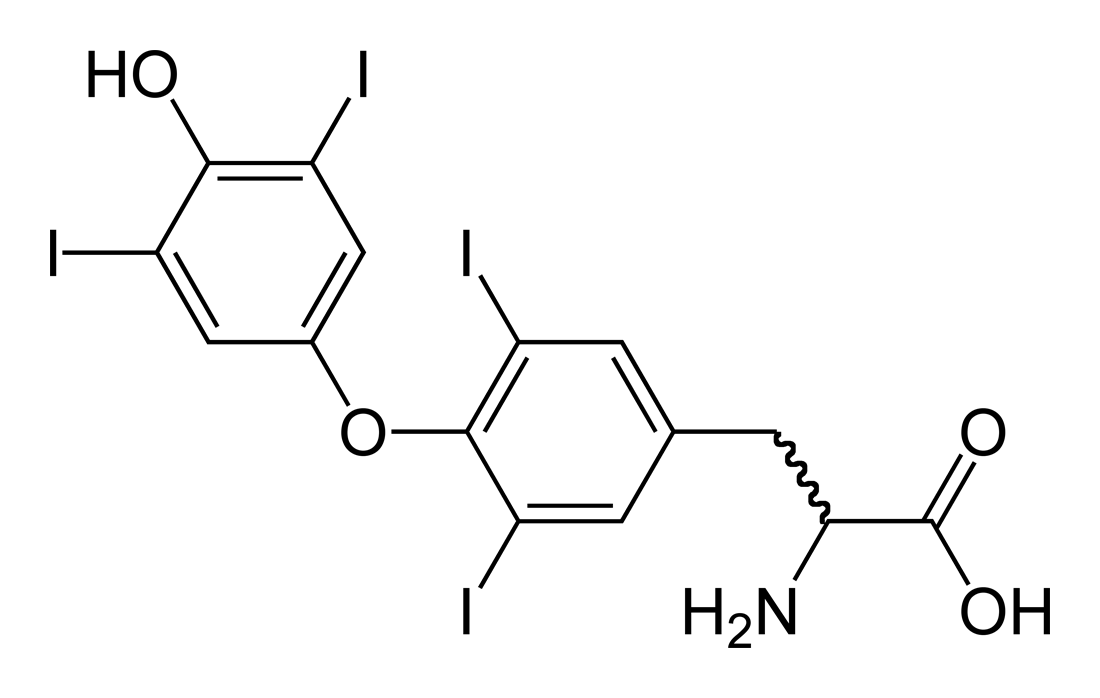
甲状腺素 (T_{4})，一种荷尔蒙。

三碘甲状腺原氨酸 (T_{3})，另一种来自甲状腺的荷尔蒙。

## 对人体的影响
在人体健康中，两种最重要的有机碘化合物都是甲状腺激素，分别为甲状腺素 ("T4") 和 三碘甲状腺原氨酸 ("T3")。  海洋天然产物是有机碘化合物丰富的来源，例如最近从海绵的一种，Homoscleromorpha中发现的普拉克辛霉素类物质。
海洋和稻田中微生物的活性以及生物材料的燃烧加起来的所有碘甲烷估计为每年21.4 万吨。  挥发性碘甲烷通过大气中的氧化反应而分解，并建立了全球碘循环。人们已鉴定出3000多种有机碘化合物。 

## C–I键的形成
有机碘化合物可以通过多种途径制备，这取决于寻求的碘化程度和区域化学以及前体的性质。  一种方法是直接由I2和不饱和分子化合而成：
RHC=CH2  +  I2  →  RHIC-CIH2
碘阴离子是一种良好的亲核试剂，它可以取代芬克尔斯坦反应中的氯、甲苯磺酸根、溴和其他离去基团。碘代芳香烃可在桑德迈尔反应中通过重氮盐制备。
由于它的低电离能，碘很容易被试剂转化成I+。一种代表性的亲电碘化试剂是一氯化碘。